# Bargkass

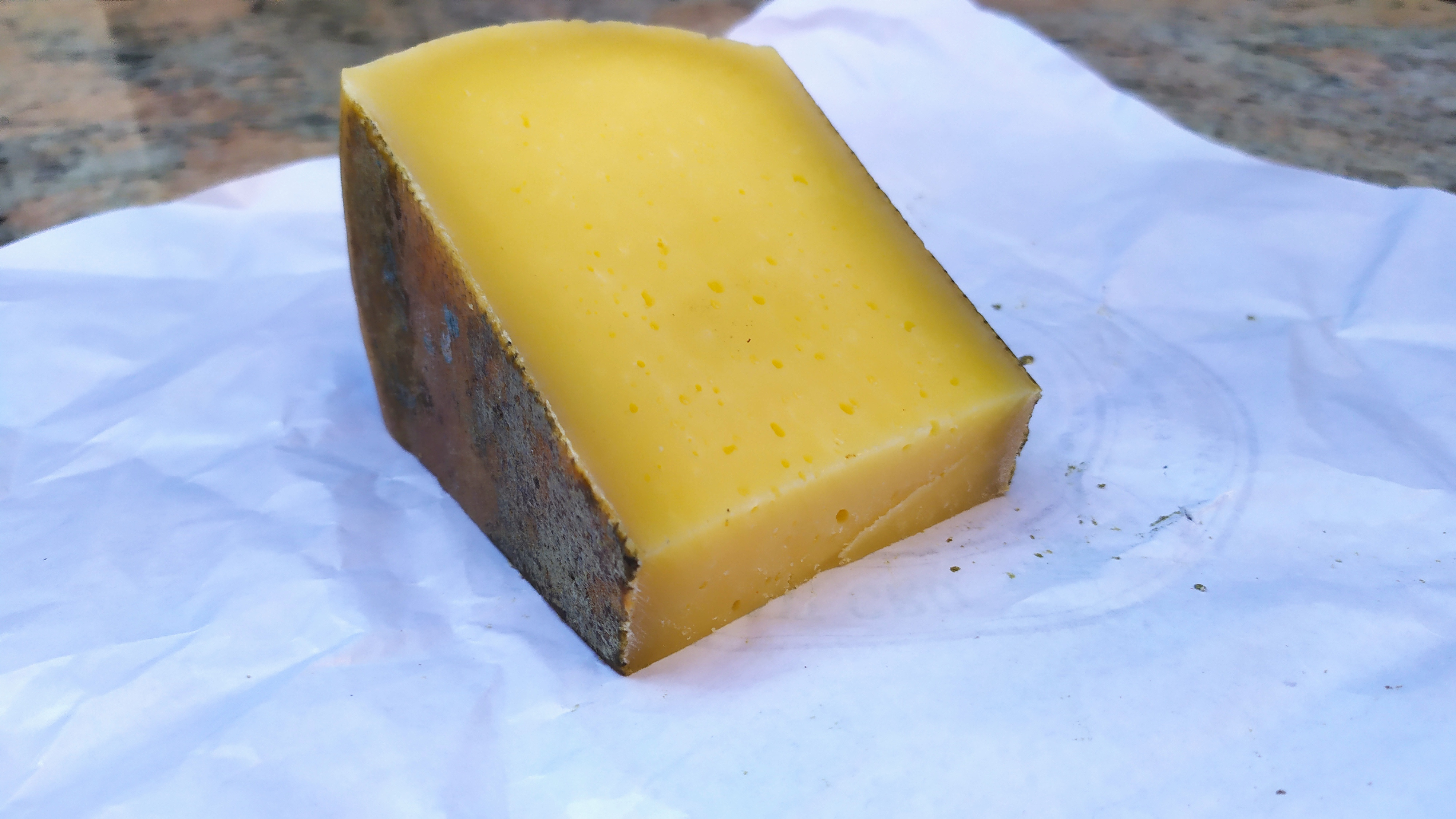
Bargkass

Bargkass (elsässisch; deutsch und lothringisch „Bergkäse“) ist ein Rohmilchkäse, der in den Höhenregionen der Vogesen, insbesondere in den Fermes Auberges entlang der Route des Crêtes produziert wird. Es handelt sich um einen sogenannten Fermier-Käse, bei dem der Hersteller nur die Milch seiner eigenen Kühe verwenden darf.
Bargkass-Laibe haben einen Durchmesser von 20 bis 30 Zentimetern und eine Höhe von etwa sechs Zentimetern. Sie wiegen zwischen sieben und acht Kilogramm. Der Fettgehalt in der Trockenmasse ist nicht vorgeschrieben. Die Käselaibe reifen sechs bis acht Wochen. Der Käse wird während dieser Zeit einmal wöchentlich gewendet und gebürstet. Hergestellt wird er nur von Mai bis Oktober.
Als begleitender Wein wird zum Bargkass ein Riesling oder ein Gewürztraminer empfohlen.